# Сінді Браун (баскетболістка)
Сінді Браун (англ. Cindy Brown, 16 березня 1965) — американська баскетболістка.
Олімпійська чемпіонка 1988 року.
Переможниця Панамериканських ігор 1987 року.
Чемпіонка світу 1986 року.
Переможниця літньої універсіади 1985 року.